# Gorillaz (álbum)
Gorillaz é o álbum de estreia da banda virtual britânica Gorillaz, lançado em 2001. O álbum conta com os hits "Clint Eastwood", "19-2000"  e "Tomorrow Comes Today".
O álbum combina elementos de rock, hip hop, música latina, punk e reggae. O álbum foi lançado como um CD-Rom que inclui um pequeno filme e um acesso ao Winnebago de Murdoc. Em 2004, o álbum foi lançado com o Laika Come Home como uma box set de edição limitada.
Diversos samples foram utilizados em faixas do álbum. O começo da canção "M1 A1" possui um sample do filme O Dia dos Mortos. A canção "Slow Country" tem um sample do single "Ghost Town" dos The Specials. Um sample de "In the Hall of the Mountain Queen" por Raymond Scott é utilizado na canção "Man Research (Clapper)".
O álbum alcançou a 14ª posição no The Billboard 200,, a 13ª no Top Canadian Albums e 12ª no Top Internet Albums. O sucesso do disco fez o grupo entrar para o Guinness Book World Records como a "banda virtual de maior sucesso do mundo".

## Antecedentes
O músico Damon Albarn e o cartunista Jamie Hewlett se conheceram em 1990 quando o guitarrista Graham Coxon, um fã do trabalho de Hewlett, o convidou para entrevistar o Blur, banda que Albarn e Coxon haviam formado recentemente. A entrevista foi publicada na revista Deadline, responsável por publicar a história em quadrinhos de Hewlett, Tank Girl. Hewlett inicialmente pensou que Albarn era "um idiota"; apesar de conhecerem a banda, eles muitas vezes não se davam bem, especialmente depois que Hewlett começou a sair com a ex-namorada de Coxon, Jane Olliver. Apesar disso, Albarn e Hewlett começaram a dividir um apartamento em Westbourne Grove em Londres em 1997. Hewlett havia terminado recentemente com Olliver e Albarn estava no fim de seu relacionamento altamente divulgado com Justine Frischmann, vocalista da banda Elastica.
A ideia de criar o Gorillaz surgiu quando Albarn e Hewlett assistiam à MTV. Hewlett disse: "Se você assistir a MTV por muito tempo, é um pouco como o inferno - não há nada de substancial nisso. Então, tivemos a ideia de uma banda de desenho animado, algo que seria um comentário sobre isso." A banda se identificou originalmente como "Gorilla" e a primeira música gravada foi "Ghost Train", que mais tarde foi lançada como lado B do single "Rock the House" e na compilação de lados B G-Sides. Os músicos por trás da primeira encarnação do Gorillaz incluíram Albarn, Del the Funky Homosapien, Dan the Automator e Kid Koala, que já haviam trabalhado juntos na faixa "Time Keeps on Slipping", do álbum de estreia do grupo Deltron 3030.
Embora não tenha sido lançado com o nome Gorillaz, Albarn disse que "uma das primeiras músicas do Gorillaz" foi o single "On Your Own" do Blur em 1997, lançado em seu quinto álbum de estúdio homônimo.

## Composição e gravação
O primeiro single do álbum, "Clint Eastwood", leva o nome do famoso ator e cineasta americano homônimo. O tema de The Good, The Bad and the Ugly pode ser ouvido periodicamente ao longo da música; este foi um dos vários westerns italianos dirigidos por Sergio Leone no final dos anos 1960, em que Eastwood interpreta um personagem sem nome. Anos após o lançamento deste álbum, foi revelado que a faixa "Starshine" tem uma versão alternativa, que traz o grupo de rap Phi Life Cypher de Luton. Esta versão não está disponível em nenhum lançamento, mas está disponível no canal Phi Life Cypher SoundCloud e também no site de compartilhamento de vídeo YouTube.
Del the Funky Homosapien colaborou nas canções "Clint Eastwood" e "Rock the House", ambas as quais se tornaram singles e videoclipes e alcançaram sucesso nas paradas. Del não foi originalmente escalado para colaborar nessas canções. Quando Del entrou no projeto, o álbum já estava concluído e Phi Life Cypher havia gravado versos para "Clint Eastwood"; mas quando Del terminou de fazer Deltron 3030 com Dan the Automator, Automator perguntou se ele poderia ficar no estúdio um pouco mais para gravar novos versos para as canções do Gorillaz. Para o propósito dos videoclipes e do cânone do enredo do Gorillaz, Del atuou como o personagem do Gorillaz "Del the Ghost Rapper", que se dizia ser um espírito que estava se escondendo da morte dentro do baterista da banda, Russel Hobbs. Del mais tarde comentou em uma entrevista sobre o sucesso de "Clint Eastwood", dizendo que ele realmente escreveu seu rap para a música usando o livro How to Write a Hit Song, um livro que ele comprou com um cupom que sua mãe lhe deu. Depois que a música ganhou disco de platina, ele deu a placa para sua mãe. Como parte da história de Russel Hobbs, o personagem de Del era um dos amigos de Russel que foi morto a tiros em um tiroteio, cujo fantasma possuía Russel.

## Recepção
| Críticas profissionais | Críticas profissionais     |
| Pontuações agregadas   | Pontuações agregadas       |
| Fonte                  | Avaliação                  |
| ---------------------- | -------------------------- |
| Metacritic             | 71/100                     |
| Avaliações da crítica  |                            |
| Fonte                  | Avaliação                  |
| Allmusic               | [ 15 ]                     |
| Alternative Press      | [ 16 ]                     |
| The Guardian           | [ 17 ]                     |
| Los Angeles Times      | [ 18 ]                     |
| Muzik                  | [ 19 ]                     |
| NME                    | (6/10)                     |
| Pitchfork Media        | [ 21 ]                     |
| Q                      | [ 22 ]                     |
| Robert Christgau       | (duas estrelas honoráveis) |
| Rolling Stone          | [ 24 ]                     |

Gorillaz recebeu avaliações positivas da crítica, com exceção da Rolling Stone. A Slant Magazine classificou o álbum na posição 96 na sua lista dos 100 melhores álbuns dos anos 2000, além de figurar na lista dos 100 melhores da década da Complex. O álbum também foi incluído no livro 1001 Discos para Ouvir Antes de Morrer.

## Faixas
| N.º            | Título                                                   | Duração |  |
| 1.             | "Re-Hash" (com Miho Hatori)                              | 3:40    |  |
| 2.             | "5/4" (com Miho Hatori)                                  | 2:42    |  |
| 3.             | "Tomorrow Comes Today"                                   | 3:13    |  |
| 4.             | "New Genius (Brother)"                                   | 3:59    |  |
| 5.             | "Clint Eastwood" (com Del The Funky Homosapien)          | 5:40    |  |
| 6.             | "Man Research (Clapper)"                                 | 4:32    |  |
| 7.             | "Punk"                                                   | 1:38    |  |
| 8.             | "Sound Check (Gravity)"                                  | 4:42    |  |
| 9.             | "Double Bass"                                            | 4:46    |  |
| 10.            | "Rock the House" (com Del The Funky Homosapien)          | 4:09    |  |
| 11.            | "19-2000" (com Miho Hatori)                              | 3:30    |  |
| 12.            | "Latin Simone (¿Qué Pasa Contigo?)" (com Ibrahim Ferrer) | 3:38    |  |
| 13.            | "Starshine"                                              | 3:33    |  |
| 14.            | "Slow Country"                                           | 3:37    |  |
| 15.            | "M1 A1"                                                  | 4:01    |  |
| Duração total: | Duração total:                                           | 57:20   |  |

| Faixas bônus |                                                                                           |         |  |
| N.º          | Título                                                                                    | Duração |  |
| 1.           | "Clint Eastwood" (Ed Case/Sweetie Irie remix, lançada em quase todas as versões do álbum) | 4:29    |  |
| 2.           | "19-2000" (Soulchild remix, faixa bônus no lançamento e re-lançamento europeu)            | 3:30    |  |
| 3.           | "Dracula" (faixa bônus no lançamento americano)                                           | 3:42    |  |
| 4.           | "Left Hand Suzuki Method" (faixa bônus no lançamento americano)                           | 3:09    |  |

## Desempenho nas tabelas
| Paradas (2001)                                    | Melhor posição |
| ------------------------------------------------- | -------------- |
| Alemanha (Media Control Charts)                   | 3              |
| Austrália (ARIA Charts)                           | 17             |
| Áustria (Ö3 Austria Top 40)                       | 4              |
| Bélgica (Ultratop 50 Flandres)                    | 10             |
| Bélgica (Ultratop 40 Valônia)                     | 3              |
| Canadá (Canadian Albums Chart)                    | 13             |
| Dinamarca (Hitlisten)                             | 4              |
| Espanha (PROMUSICAE)                              | 10             |
| Estados Unidos (Billboard 200)                    | 14             |
| Estados Unidos (Billboard Top Alternative Albums) | 19             |
| Estados Unidos (Billboard Top Rock Albums)        | 30             |
| Finlândia (IFPI)                                  | 7              |
| França (SNEP)                                     | 7              |
| Holanda (Mega Charts)                             | 17             |
| Hungria (MAHASZ)                                  | 6              |
| Irlanda (IRMA)                                    | 6              |
| Itália (FIMI)                                     | 10             |
| Noruega (VG-lista)                                | 2              |
| Nova Zelândia (RMNZ)                              | 2              |
| Polônia (ZPAV)                                    | 21             |
| Reino Unido (UK Albums Chart)                     | 3              |
| Suécia (Sverigetopplistan)                        | 14             |
| Suíça (Schweizer Hitparade)                       | 6              |

| Paradas (2001)                  | Posição |
| ------------------------------- | ------- |
| Alemanha (Media Control Charts) | 22      |
| Austrália (ARIA Charts)         | 43      |
| Áustria (Ö3 Austria Top 40)     | 10      |
| Bélgica (Ultratop 50 Flandres)  | 45      |
| Bélgica (Ultratop 40 Valônia)   | 27      |
| Estados Unidos (Billboard 200)  | 93      |
| França (SNEP)                   | 25      |
| Holanda (MegaCharts)            | 68      |
| Itália (FIMI)                   | 43      |
| Mundo (IFPI)                    | 18      |
| Nova Zelândia (RMNZ)            | 10      |
| Reino Unido (UK Albums Chart)   | 22      |
| Suécia (Sverigetopplistan)      | 54      |
| Suíça (Schweizer Hitparade)     | 33      |

## Certificações
| País                          | Certificação | Vendas    |
| ----------------------------- | ------------ | --------- |
| Alemanha (BVMI)               | Ouro         | 150.000+  |
| Argentina (CAPIF)             | Platina      | 40.000+   |
| Austrália (ARIA)              | Platina      | 70.000+   |
| Áustria (IFPI)                | Ouro         | 20.000+   |
| Bélgica (BEA)                 | Platina      | 50.000+   |
| Canadá (Music Canada)         | Platina      | 100.000+  |
| Dinamarca (IFPI)              | Platina      | 50.000+   |
| Espanha (PROMUSICAE)          | Ouro         | 50.000+   |
| Estados Unidos (RIAA)         | Platina      | 1.900.000 |
| Finlândia (Musiikkituottajat) | Ouro         | 15.169    |
| França (SNEP)                 | Platina      | 417.200   |
| México (AMPROFON)             | Ouro         | 75.000+   |
| Noruega (IFPI)                | Ouro         | 25.000+   |
| Nova Zelândia (RMNZ)          | 2× Platina   | 30.000+   |
| Reino Unido (BPI)             | 3× Platina   | 945.621   |
| Suécia (IFPI)                 | Platina      | 80.000+   |
| Suíça (IFPI)                  | Platina      | 40.000+   |
| Uruguai (CUD)                 | Ouro         | 3.000+    |
| Resumo                        | Certificação | Vendas    |
| Europa (IFPI)                 | 2× Platina   | 2.000.000 |